# Сад Абдула Гасази
«Сад Абдула Гасази» (англ. The Garden Of Abdul Gasazi) — детская книжка с картинками, написанная и проиллюстрированная американским автором Крисом Ван Олсбургом в 1979 году и ставшая первой книгой автора.
В 1980 году Ван Олсбург был удостоен почётной премии (Honour) Медали Калдекотта, что стало его первой наградой в рамках данного конкурса; в последующие годы он получил две медали Калдекотта за другие свои книги.
На русский язык книга предположительно была переведена и выпущена издательством «Карьера Пресс»: упоминания о ней содержатся в обзоре книжных новинок 2018 года и февраля 2020 года. На сайте издательства книга не упоминается.

## Сюжет
Мальчика по имени Алан оставляют в течение дня присмотреть за соседским псом, бультерьером Фрицем. После обеда мальчик и собака отправляются на прогулку. Они доходят до загадочного сада, принадлежащего Абдулу Гасази, волшебнику на пенсии, при этом собакам вход в сад запрещён. Тем не менее, Фриц умудряется забежать внутрь, и Алан вынужден броситься на поиски. Пройдя по саду, он оказывается возле огромного дворца волшебника, а затем встречает и самого хозяина. Великий Гасази сообщает, что собак, забегающих в сад, он превращает в уток. Алан видит целую стайку уток, одной из которых стал непослушный Фриц. Мальчик забирает утку и уходит, однако внезапно утка, схватив кепку мальчика, вырывается улетает. Вечером расстроенный Алан приходит к соседке и рассказывает о произошедшем, однако она успокаивает его: Фриц уже вернулся домой. Обрадованный, мальчик уходит — кажется, что всё случившееся оказалось лишь шуткой. Однако хозяйка Фрица замечает, что её пёсик откуда-то достал кепку Алана и теперь грызёт её…

## Отзывы
Обозреватель «Афиши» Татьяна Наумова отмечает, что «книгу хочется рассматривать долго и не спеша», особенно после первого прочтения: «потом можно и внимательно оглядеться в саду, и поговорить о том, что зависит от стараний человека, а что — только от его честности».
Отмечалось также, что перспектива и игра света на чёрно-белых карандашных рисунках Ван Олсбурга «создаёт жутковатое, мистическое ощущение».

## Образ пса Фрица

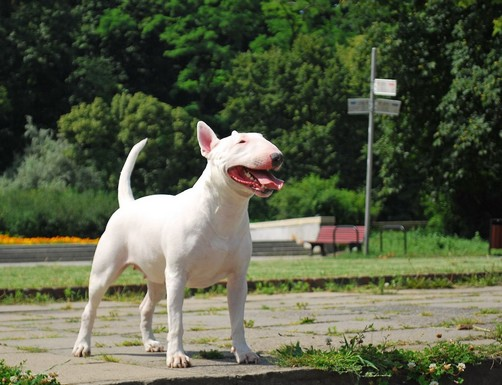
Белый бультерьер

Бультерьер Фриц, один из главных героев книги, был списан Ван Олсбургом с реального пса по кличке Уинстон, который жил у его родственников и наброски которого он делал, когда гостил у них. Ван Олсбург без особой цели изобразил Уинстона в своей второй книге «Джуманджи», однако вскоре пёс погиб, попав под машину, и в дальнейших работах автор уже сознательно увековечивал его в виде небольших камео. В результате Фриц появляется почти во всех последующих книгах писателя: так, в «Джуманджи» его можно увидеть на третьем развороте в виде игрушки на колёсиках.

## Адаптации
В 2019 году кинокомпании Walt Disney Pictures и 20th Century Fox приобрели права на экранизацию книги. Предполагалось, что сценарий напишет Даррен Лемке, а сам Ван Олсбург выступит в роли исполнительного продюсера. В последующие годы о прогрессе в подготовке экранизации не сообщалось.